# Schots kampioenschap voetbal
Om het Schots kampioenschap voetbal wordt sinds 1891 gestreden. Rangers is de recordkampioen met 55 titels, terwijl aartsrivaal Celtic volgt op slechts 1 titel verschil met 54 eindoverwinningen.

## Schotse landskampioenen
* 1940-1946: Vanwege WO II werd er een alternatieve competitie gespeeld. Deze winnaars gelden niet als officiële kampioenen.

## Statistieken

### Titels per club
| Club                | Stad       | Titels | Seizoenen (1901-1914, 1917-1955, 1957-2023) |
| ------------------- | ---------- | ------ | --- |
| Rangers             | Glasgow    | 55     | (1891, 1899, 1900, 1901, 1902, 1911, 1912, 1913, 1918, 1920, 1921, 1923, 1924, 1925, 1927, 1928, 1929, 1930, 1931, 1933, 1934, 1935, 1937, 1939, 1947, 1949, 1950, 1953, 1956, 1957, 1959, 1961, 1963, 1964, 1975, 1976, 1978, 1987, 1989, 1990, 1991, 1992, 1993, 1994, 1995, 1996, 1997, 1999, 2000, 2003, 2005, 2009, 2010, 2011, 2021) |
| Celtic              | Glasgow    | 54     | (1893, 1894, 1896, 1898, 1905, 1906, 1907, 1908, 1909, 1910, 1914, 1915, 1916, 1917, 1919, 1922, 1926, 1936, 1938, 1954, 1966, 1967, 1968, 1969, 1970, 1971, 1972,1973, 1974, 1977, 1979, 1981, 1982, 1986, 1988, 1998, 2001, 2002, 2004, 2006, 2007, 2008, 2012, 2013, 2014, 2015, 2016, 2017, 2018, 2019, 2020, 2022, 2023, 2024         |
| Hibernian           | Edinburgh  | 4      | (1903, 1948, 1951, 1952) |
| Heart of Midlothian | Edinburgh  | 4      | (1895, 1897, 1958, 1960) |
| Aberdeen            | Aberdeen   | 4      | (1955, 1980, 1984, 1985) |
| Dumbarton           | Dumbarton  | 2      | (1891, 1892) |
| Third Lanark        | Glasgow    | 1      | (1904) |
| Motherwell          | Motherwell | 1      | (1932) |
| Dundee FC           | Dundee     | 1      | (1962) |
| Dundee United       | Dundee     | 1      | (1983) |
| Kilmarnock          | Kilmarnock | 1      | (1965) |

### Seizoenen op het hoogste niveau
Clubs in het vet spelen in 2025-26 in de hoogste klasse.
| Club                         | Stad         | /129 | Periode (1890-2026) |
| ---------------------------- | ------------ | ---- | --- |
| Celtic FC                    | Glasgow      | 129  | 1890-.... |
| Rangers FC                   | Glasgow      | 125  | 1890-2012, 2016-.... |
| Heart of Midlothian FC       | Edinburgh    | 123  | 1890-1977, 1978-1979, 1980-1981, 1983-2014, 2015-2020, 2021-....                                                        |
| Hibernian FC                 | Edinburgh    | 117  | 1895-1931, 1933-1939, 1946-1980, 1981-1998, 1999-2014, 2017-....                                                        |
| Aberdeen FC                  | Aberdeen     | 112  | 1905-1917, 1919-.... |
| Motherwell FC                | Motherwell   | 110  | 1903-1953, 1954-1968, 1969-1979, 1982-1984, 1985-                                                                       |
| St. Mirren FC                | Paisley      | 105  | 1890-1935, 1936-1939, 1946-1967, 1968-1971, 1977-1992, 2000-2001, 2006-2015, 2018-...                                   |
| Dundee FC                    | Dundee       | 101  | 1893-1938, 1947-1976, 1979-1980, 1981-1990, 1992-1994, 1998-2005, 2012-2013, 2014-2019, 2021-2022, 2023-....            |
| Kilmarnock FC                | Kilmarnock   | 97   | 1899-1939, 1946-1947, 1954-1973, 1974-1975, 1976-1977, 1979-1981, 1982-1983, 1993-2021, 2022-....                       |
| Partick Thistle FC           | Glasgow      | 85   | 1897-1899, 1900-1901, 1902-1939, 1946-1970, 1971-1975, 1976-1982, 1992-1996, 2002-2004, 2013-2018                       |
| Falkirk FC                   | Falkirk      | 70   | 1905-1935, 1936-1939, 1946-1951, 1952-1959, 1961-1970, 1970-1974, 1986-1988, 1991-1993, 1994-1996, 2005-2010, 2025-.... |
| Dundee United FC             | Dundee       | 64   | 1925-1927, 1929-1930, 1931-1932, 1960-1995, 1996-2016, 2020-2023, 2024-....                                             |
| Clyde FC                     | Hamilton     | 63   | 1891-1893, 1894-1900, 1906-1924, 1926-1939, 1946-1951, 1952-1956, 1957-1961, 1962-1963, 1964-1972, 1973-1975            |
| Airdrieonians FC             | Airdrie      | 60   | 1903-1936, 1947-1948, 1950-1954, 1955-1965, 1966-1973, 1974-1975, 1980-1982, 1991-1993                                  |
| Third Lanark AC              | Glasgow      | 58   | 1890-1925, 1928-1929, 1931-1934, 1935-1939, 1946-1953, 1957-1965                                                        |
| St. Johnstone FC             | Perth        | 54   | 1924-1930, 1932-1939, 1960-1962, 1963-1976, 1983-1984, 1990-1994, 1997-2002, 2009-2025                                  |
| Morton FC                    | Greenock     | 54   | 1900–1927, 1929–1933, 1937–1938, 1946–1949, 1950–1952, 1964–1966, 1967–1975, 1978–1983, 1984–1985, 1987–1988            |
| Hamilton Academicals         | Hamilton     | 48   | 1906-1939, 1946-1947, 1953-1954, 1965-1966, 1986-1987, 1988-1989, 2008-2011, 2014-2021                                  |
| Queen's Park                 | Glasgow      | 42   | 1900-1922, 1923-1939, 1946-1948, 1956-1958                                                                              |
| Dunfermline Athletic         | Dunfermline  | 38   | 1926-1928, 1934-1937, 1955-1957, 1958-1972, 1973-1975, 1987-1988, 1989-1992, 1996-1999, 2000-2007, 2011-2012            |
| Raith Rovers                 | Kirkcaldy    | 37   | 1910-1926, 1927-1928, 1938-1939, 1949-1963, 1967-1970, 1993-1994, 1995-1996                                             |
| Ayr United                   | Ayr          | 35   | 1913-1925, 1928-1936, 1937-1939, 1956-1957, 1959-1961, 1966-1967, 1969-1978                                             |
| Queen of the South           | Dumfries     | 20   | 1933-1950, 1951-1959, 1962-1964                                                                                         |
| Dumbarton FC                 | Dumbarton    | 19   | 1890-1896, 1913-1922, 1972-1975, 1984-1985                                                                              |
| East Fife FC                 | Methil       | 14   | 1930-1931, 1948-1958, 1971-1974                                                                                         |
| Livingston FC                | Livingston   | 12   | 2001-2006, 2018-2024, 2025-....                                                                                         |
| Ross County FC               | Dingwall     | 12   | 2012-2018, 2019-2025 |
| Inverness Caledonian Thistle | Inverness    | 12   | 2004-2009, 2010-2017 |
| Cowdenbeath FC               | Cowdenbeath  | 11   | 1934-1934, 1970-1971 |
| Stirling Albion FC           | Stirling     | 11   | 1949-1950, 1951-1952, 1953-1956, 1958-1960, 1961-1962, 1965-1968                                                        |
| Albion Rovers FC             | Coatbridge   | 9    | 1919-1923, 1934-1937, 1938-1939, 1948-1949                                                                              |
| Arbroath FC                  | Arbroath     | 9    | 1935-1939, 1959-1960, 1968-1969, 1972-1975                                                                              |
| Port Glasgow Athletic FC     | Port Glasgow | 8    | 1902-1910 |
| St. Bernard's FC             | Edinburgh    | 7    | 1893-1900 |
| Clydebank (I)                | Clydebank    | 7    | 1917-1922, 1923-1924, 1925-1926                                                                                         |
| Leith Athletic FC            | Edinburgh    | 6    | 1891-1895, 1930-1932 |
| Abercorn FC                  | Paisley      | 4    | 1890-1893, 1896-1897 |
| Clydebank (II)               | Clydebank    | 3    | 1977-1978, 1985-1987 |
| Renton FC                    | Renton       | 3    | 1891-1894 |
| East Stirlingshire FC        | Falkirk      | 2    | 1932-1933, 1963-1964 |
| Cambuslang FC                | Glasgow      | 2    | 1890-1892 |
| Vale of Leven FC             | Alexandria   | 2    | 1890-1892 |
| Gretna FC                    | Gretna       | 1    | 2007-2008 |
| Alloa Athletic FC            | Alloa        | 1    | 1922-1923 |
| Cowlairs FC                  | Glasgow      | 1    | 1890-1891 |
| Bo'ness FC                   | Bo'ness      | 1    | 1927-1928 |